# Wallasey
Wallasey est une ville de près de 60 000 habitants dans le district métropolitain de Wirral au Royaume-Uni, dans le Merseyside, située au nord de la péninsule de Wirral, près de l'embouchure de la Mersey, face à Liverpool.

## Personnalités
- Tyler Morton (2002-),  footballeur anglais, est né à Wallasey.
- Alan Rouse (1951-1986), alpiniste et himalayiste né à Wallasey.
- Dominic Purcell (1970-),  acteur et producteur britannico-australien né à Wallasey.